# Гладзор
Гладзо́р (арм. Գլաձոր) — село в Вайоцдзорской области Республики Армении. Село находится между административным центром области городом Ехегнадзор и селом Вернашен.
Гладзор был крупным культурным центром средневековой Армении. Одним из самых известных монастырей Сюникского региона являлся монастырь Танаат, построенный на очень живописном горном массиве. Этот монастырский комплекс достиг вершин своего расцвета в XIII—XIV веках, когда на территории монастыря действовал один из первых и самых известных армянских университетов — Гладзорский университет. Университет представлял собой монастырскую школу, где работали самые известные ученые той эпохи, и выпускники которой занимались не только духовной деятельностью, но также наукой и созданием манускриптов. При университете действовала также школа живописи, которая, базируясь на традициях, совершенно своеобразно представила армянскую миниатюру.